# Synagoga Etz Chaim w Krakowie
Synagoga Etz Chaim w Krakowie (z hebr. Drzewo Życia) – dom modlitwy znajdujący się na Kazimierzu w Krakowie, w kamienicy przy ulicy Józefa 12.
Synagoga została założona z inicjatywy towarzystwa Etz Chaim. Podczas II wojny światowej hitlerowcy zdewastowali synagogę. Od czasu zakończenia wojny w modlitewni znajdują się pomieszczenia usługowe i mieszkania.
Do dziś nic się nie zachowało z pierwotnego wyposażenia synagogi, co mogłoby wskazywać na jej pierwotny charakter.